# Campeonato de Tercera División 1939 (Argentina)
El Campeonato de Tercera División de 1939 fue el torneo que constituyó la quinta temporada de la tercera división de argentina en la era profesional de la rama de los clubes directamente afiliados a la AFA y la quinta edición de la Tercera División bajo esa denominación. Fue disputado por 10 equipos.
No hubo nuevos participantes con respecto a la temporada anterior, ya que el cupo de descenso de la Segunda División fue anulado por la desafiliación de Estudiantil Porteño.
Se consagró campeón Boulogne tras un triple desempate ante el subcampeón Nueva Chicago y obtuvo el único ascenso. No hubo descendidos ya que no existía categoría inmediatamente inferior.

## Ascensos y descensos
| Desafiliados     |
| ---------------- |
| General Mitre    |
| Sportivo Florida |
| Ramsar           |
| El Progreso      |
| Progresista      |

| Posición | Ascendidos a la Segunda División |
| -------- | -------------------------------- |
| 1.º      | Los Andes                        |

| Nuevos afiliados |
| ---------------- |
| No hubo          |

| Descendido de la Segunda División |
| --------------------------------- |
| No hubo                           |

- De esta manera, el número de participantes descendió a 10.

## Equipos
| Equipo            | Ciudad          |
| ----------------- | --------------- |
| Bella Vista       | Bella Vista     |
| Boulogne          | Boulogne        |
| Central Argentino | Villa Maipú     |
| Deportivo Huracán | San Justo       |
| Estrella Blanca   | Lanús           |
| J. J. de Urquiza  | Caseros         |
| Marplatense       | Lanús           |
| Nueva Chicago     | Buenos Aires    |
| Sportivo Alsina   | Valentín Alsina |
| Sportivo Palermo  | Villa Lynch     |

### Distribución geográfica de los equipos
| Región                        | Cant. | Equipos                                        |
| ----------------------------- | ----- | ---------------------------------------------- |
| Partido de Lanús              | 3     | Estrella Blanca, Marplatense y Sportivo Alsina |
| Ciudad de Buenos Aires        | 2     | Nueva Chicago y Sportivo Palermo               |
| Partido de La Matanza         | 1     | Deportivo Huracán                              |
| Partido de General San Martín | 1     | Central Argentino                              |
| Partido de San Isidro         | 1     | Boulogne                                       |
| Partido de San Miguel         | 1     | Bella Vista                                    |
| Partido de Tres de Febrero    | 1     | J. J. de Urquiza                               |

## Formato
Los 10 clubes se enfrentaron entre sí a dos ruedas por el sistema de todos contra todos. Al finalizar el torneo, el ganador se consagró campeón y obtuvo el único ascenso en disputa a la Segunda División. No hubo descensos ya que no había categoría inmediatamente inferior.

## Tabla de posiciones
| Pos. | Equipo            | Pts. | PJ | PG | PE | PP | GF | GC | Dif. |
| ---- | ----------------- | ---- | -- | -- | -- | -- | -- | -- | ---- |
| 1.º  | Boulogne          | 30   | 18 | 14 | 2  | 2  | 59 | 24 | 35   |
| 2.º  | Nueva Chicago     | 30   | 18 | 14 | 2  | 2  | 61 | 13 | 48   |
| 3.º  | Sportivo Alsina   | 29   | 18 | 14 | 1  | 3  | 52 | 14 | 38   |
| 4.º  | Central Argentino | 22   | 18 | 11 | 0  | 7  | 39 | 27 | 12   |
| 5.º  | J. J. de Urquiza  | 16   | 18 | 7  | 2  | 9  | 43 | 49 | −6   |
| 6.º  | Bella Vista       | 14   | 18 | 7  | 0  | 11 | 48 | 47 | 1    |
| 7.º  | Marplatense       | 14   | 18 | 6  | 2  | 10 | 38 | 41 | −3   |
| 8.º  | Sportivo Palermo  | 10   | 18 | 4  | 2  | 12 | 32 | 58 | −26  |
| 9.º  | Deportivo Huracán | 9    | 18 | 4  | 1  | 13 | 16 | 62 | −46  |
| 10.º | Estrella Blanca   | 6    | 18 | 2  | 2  | 14 | 22 | 75 | −53  |

|  | Se consagró campeón y ascendió a Segunda División tras vencer el desempate. |
|  | Obtuvo el subcampeonato al perder el desempate.                             |

### Desempate
Lo disputaron Nueva Chicago y Boulogne. Se jugó a ida y vuelta, pero al no haber resultado global debió definirse en un tercer encuentro.
| Ida      | Ida       | Ida           | Ida     | Ida             |
| Local    | Resultado | Visitante     | Estadio | Fecha           |
| -------- | --------- | ------------- | ------- | --------------- |
| Boulogne | 1 - 0     | Nueva Chicago | Almagro | 26 de noviembre |

| Vuelta        | Vuelta    | Vuelta    | Vuelta             | Vuelta         |
| Local         | Resultado | Visitante | Estadio            | Fecha          |
| ------------- | --------- | --------- | ------------------ | -------------- |
| Nueva Chicago | 2 - 0     | Boulogne  | Ferro Carril Oeste | 3 de diciembre |

| Desquite                       | Desquite  | Desquite      | Desquite          | Desquite        |
| Local                          | Resultado | Visitante     | Estadio           | Fecha           |
| ------------------------------ | --------- | ------------- | ----------------- | --------------- |
| Boulogne                       | 4 - 1     | Nueva Chicago | Chacarita Juniors | 10 de diciembre |
| Boulogne obtuvo el campeonato. |           |               |                   |                 |